# Stazione di Springpfuhl
La stazione di Springpfuhl è una stazione ferroviaria di Berlino. Serve il complesso residenziale di Springpfuhl, nel quartiere di Marzahn.